# Гора (Васильевский сельсовет, Вашкинский район)
Гора — деревня в Вашкинском районе Вологодской области.
Входит в состав Васильевского сельского поселения, с точки зрения административно-территориального деления — в Васильевский сельсовет.
Расстояние по автодороге до районного центра Липина Бора — 11 км, до центра муниципального образования деревни Васильевская — 8 км. Ближайшие населённые пункты — Левинская, Логиново, Щукино.
По переписи 2002 года население — 2 человека.